# فابیو لیما
فابیو ویرژینیو ده لیما (پرتغالی: Fábio Virginio de Lima؛ زادهٔ ۳۰ ژوئن ۱۹۹۳) بازیکن فوتبال اهل برزیل است.
از باشگاه‌هایی که در آن بازی کرده‌است می‌توان به باشگاه فوتبال الوصل امارات و باشگاه ورزشی واسکو دوگاما اشاره کرد.